# Speocera microphthalma
Speocera microphthalma is een spinnensoort uit de familie Ochyroceratidae. De soort komt voor in de Filipijnen.